# San Vicente del Caguán
San Vicente del Caguán è un comune della Colombia facente parte del dipartimento di Caquetá.
Il centro abitato venne fondato da un gruppo di coloni nel 1898, mentre l'istituzione del comune è del 4 marzo 1950.